# Les Cahiers de droit
Les Cahiers de droit est une revue scientifique canadienne à comité de lecture publiée par la Faculté de droit de l'Université Laval. Fondée en 1954, elle est l’une des plus anciennes revues juridiques au Canada.